# 修水
修水（しゅうすい、Xiu River、簡体字: 修水、拼音: Xiū shuǐ）は、中華人民共和国江西省北西部、九江市域を流れる河川で、長江水系の鄱陽湖に注いでいる。修河（しゅうが、拼音: Xiū hé）、あるいは修江とも。
修水の水源は、湖南省・江西省・湖北省が交わるところにある幕阜山脈にある。西から東へ向けて流れ、修水県、武寧県、永修県を通る。河口は永修県呉城鎮にあり、ここで修水は贛江の分流の一つと合流した後、鄱陽湖に注ぐ。呉城鎮は修水・贛江の河口があることから古くから水上交通の中心として栄えた町であった。
河の長さは357キロメートル、流域面積は14,793平方キロメートル。